# Carrerapyrgota millaria
Carrerapyrgota millaria är en tvåvingeart som beskrevs av Aczel 1956. Carrerapyrgota millaria ingår i släktet Carrerapyrgota och familjen Pyrgotidae. Inga underarter finns listade i Catalogue of Life.